# Торо-крихітка
То́ро-крихітка (Phyllastrephus debilis) — вид горобцеподібних птахів родини бюльбюлевих (Pycnonotidae). Мешкає в Східній Африці. До 2009 року гірські торо вважалися конспецифічними з торо-крихітками.

## Підвиди
Виділяють два підвиди:
- P. d. rabai Hartert, E & Van Someren, 1921 — південно-східна Кенія, північно-східна Танзанія;
- P. d. debilis (Sclater, WL, 1899) — від південно-східної Танзанії до східного Зімбабве і південного Мозамбіку.

## Поширення і екологія
Торо-крихітки живуть у вологих рівнинних тропічних лісах, сухих саванах і чагарникових заростях.